# Alexander Gettler
 (décembre 2021).
Si vous disposez d'ouvrages ou d'articles de référence ou si vous connaissez des sites web de qualité traitant du thème abordé ici, merci de compléter l'article en donnant les références utiles à sa vérifiabilité et en les liant à la section « Notes et références ».
Alexander Oscar Gettler, né le 13 août 1883 en Galicie dans l'Autriche-Hongrie et mort le 4 août 1968 à Yonkers, est un toxicologue auprès de l'Office of Chief Medical Examiner of the City of New York (en) (OCME) entre 1918 et 1959 et le premier toxicologue légiste (en) à être employé à ce titre par une ville américaine. Son travail à l'OCME avec Charles Norris, le médecin légiste en chef, a posé les bases de la recherche médico-légale moderne aux États-Unis. Gettler est décrit par ses pairs comme « le père de la toxicologie médico-légale en Amérique ». Le prix O. Gettler Alexander est un prix à son nom par l'American Academy of Forensic Sciences.